# Nao Kusaka
Nao Kusaka (jap. 日下尚 Kusaka Nao) ur. 28 listopada 2000 w Takamatsu w prefekturze Kagawa) – japoński zapaśnik walczący przeważnie w stylu klasycznym. Złoty medalista olimpijski z Paryża 2024 w kategorii 77 kg.
Brązowy medalista mistrzostw świata w 2023 w Belgradzie.
W 2017 roku zajął piąte miejsce w mistrzostwach świata kadetów. Rok później wywalczył brązowe medale na mistrzostwach Azji juniorów i seniorskich mistrzostwach Japonii. W 2019 roku obronił trzecie miejsce na mistrzostwach Azji juniorów, zajął piąte miejsce w mistrzostwach świata U23, oraz został mistrzem Japonii. Był piąty na mistrzostwach Azji w 2020, oraz drugi w All-Japan Invitational Championships 2021. Brązowy medalista mistrzostw świata U23 w 2022. Wygrał mistrzostwa Azji w 2024 roku. W 2023 zajął 26. miejsce w Zagrzeb Open, był drugi w Grand Prix Niemiec.